# Сен-Реми (Коррез)
Сен-Реми́ (фр. Saint-Rémy, окс. Sent Remic) — коммуна во Франции, находится в регионе Лимузен. Департамент — Коррез. Входит в состав кантона Сорнак. Округ коммуны — Юссель.
Код INSEE коммуны — 19238.
Коммуна расположена приблизительно в 360 км к югу от Парижа, в 85 км восточнее Лиможа, в 60 км к северо-востоку от Тюля.

## Население
Население коммуны на 2008 год составляло 238 человек.
| 1962 | 1968 | 1975 | 1982 | 1990 | 1999 | 2008 |
| ---- | ---- | ---- | ---- | ---- | ---- | ---- |
| 517  | 302  | 244  | 232  | 221  | 227  | 238  |

## Администрация
| Период | Период | Фамилия       | Партия | Примечания |
| ------ | ------ | ------------- | ------ | ---------- |
| 1995   | 2001   | Рауль Фёйад   |        |            |
| 2001   | 2008   | Анри Даллубе  |        |            |
| 2008   |        | Жан-Клод Рубе |        |            |

## Экономика

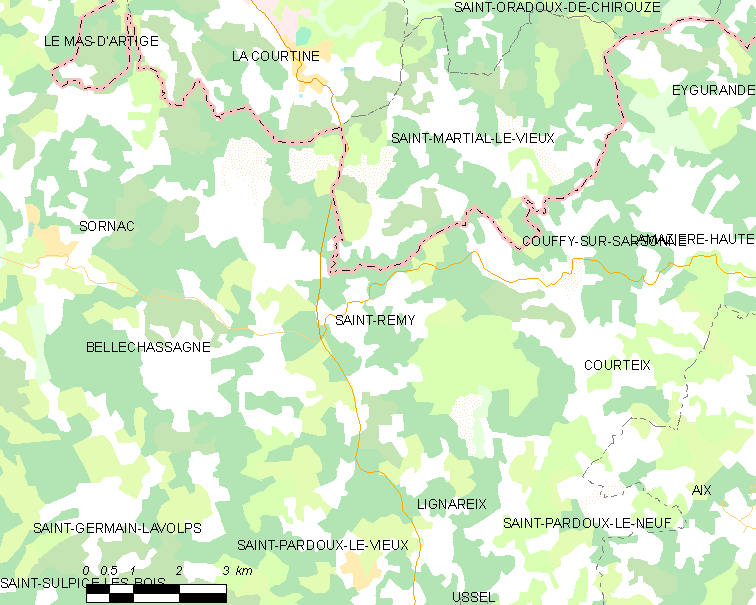
Карта коммуны

В 2007 году среди 144 человек в трудоспособном возрасте (15-64 лет) 116 были экономически активными, 28 — неактивными (показатель активности — 80,6 %, в 1999 году было 68,7 %). Из 116 активных работали 104 человека (54 мужчины и 50 женщин), безработных было 12 (9 мужчин и 3 женщины). Среди 28 неактивных 15 человек были учениками или студентами, 7 — пенсионерами, 6 были неактивными по другим причинам.